# (9643) 1994 RX
1994 أر أكس (ويعرف أيضًا باسم (9643) 1994 أر أكس وفق تسمية الكوكب الصغير) (بالإنجليزية: 1994 RX)‏ هو كويكب ضمن حزام الكويكبات؛ وترتيبه 9643 من حيث الاكتشاف.
اكتُشف هذا الجُرم الفلكي بواسطة تاكيشي أوراتا ‏ في 2 سبتمبر 1994.

## وصلات خارجية
- (9643) 1994 RX في قاعدة بيانات مختبر الدفع النفاث لأجرام النظام الشمسي الصغيرة

- الاكتشاف · مخطط المدار ·  العناصر المدارية · المعلمات المادية

- (9643) 1994 RX على موقع ويكي سكاي: DSS2, SDSS, GALEX, IRAS, Hydrogen α, X-Ray, Astrophoto, Sky Map, Articles and images